# La Comèdia humana
La Comèdia humana (La Comédie humaine) és el títol d'un conjunt de llibres d'Honoré de Balzac (1799–1850) que entrellacen novel·les i històries per descriure la societat francesa en el període de la Restauració francesa (1815-1830) i la Monarquia de Juliol (1830–1848).
Consta de 91 obres acabades (contes, novel·les o assajos analítics) i 46 treballs inacabats (alguns dels quals només existeixen com a títols). No inclou les cinc obres teatrals de Balzac o la seva col·lecció de contes còmics, els "Contes drolàtics" (1832-37). El títol de la sèrie sol considerar-se com una al·lusió a La Divina Comèdia de Dante; mentre que Ferdinand Brunetière, el famós crític literari francès, suggereix que pot provenir de poemes d'Alfred de Musset o Alfred de Vigny. Mentre Balzac buscava abastar-ho tot com Dante, el seu títol indica les inquietuds mundanes i humanes d'un novel·lista realista. Les històries mostren diversitat de configuracions, amb personatges que tornen a aparèixer en diverses històries.